# مطار مجدو
مطار مجِدّو (بالإنجليزية: Megiddo Airport)‏ (بالعبرية: מנחת מגידו) هو مطار محلي عام يقع في سهل مرج ابن عامر غرب العفولة  في فلسطين المحتلة بإسرائيل. أفتتح في 1942أثناء فترة الإنتداب البريطاني لفلسطين .
كان سابقاً مطاراً عسكرياً إسرائيلياً لكنه الآن مطار يخدم للرحلات الخاصة والزراعية.

## تاريخ

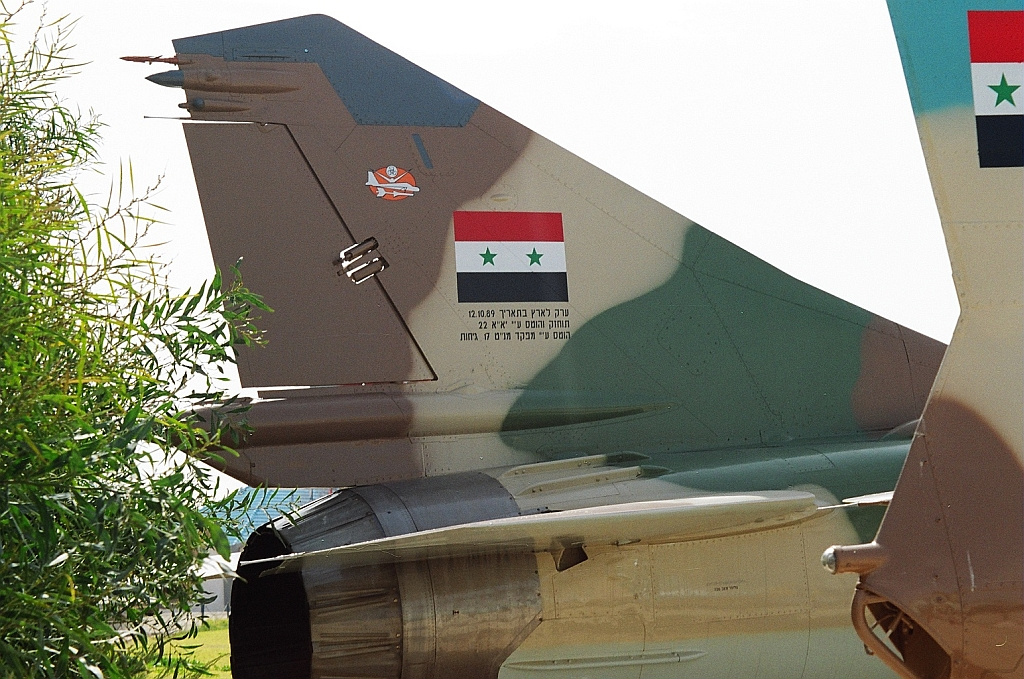
ذنب الطائرة السورية المنشقة

في 1989 هبطت بالمطار طائرة حربية سورية منشقة عن القوات السورية، من نوع ميغ-23، الطائرة لاحقاً أصبحت تخدم في سلاح الجو الإسرائيلي، وتقبع الآن في متحف القوات الجوية الإسرائيلية.